# Мемон, Тайгер
Тайгер Мемон (англ. Tiger Memon; 24 ноября 1960, Бомбей) — является основным подозреваемым в деле о взрывах в Бомбее в 1993 году, разыскивается Интерполом и Центральным бюро расследований Индии. Член организованной преступной группы D-Company, возглавляемой Давудом Ибрагимом. Получил прозвище «Tiger» (Тигр) после того, как помог знакомому наркоторговцу и продавцу оружия уйти от полицейской погони, управляя своим автомобилем на скорости свыше 100 км/ч по встречной полосе дороги с односторонним движением.

## Биография
Ибрагим Муштак Абдул Разак Надим Мемон родился 24 ноября 1960 года в Бомбее, получил известность под прозвищем Тайгер Мемон. Судом по террористической и подрывной деятельности (TADA) заочно назван главным обвиняемым в организации взрывов в Бомбее в 1993 году. 15 сентября 2014 года специальный суд TADA, рассмотрев затянувшееся дело о теракте в Бомбее 1993 года, осудил четырех членов семьи Мемонов: Якуба, Эссу, Рубину и Юсуфа. Три других члена его семьи: Сулейман, Ханифа и Рахиль были оправданы судом. Четверо осужденных членов семьи Мемонов были признаны виновными по обвинению в заговоре и подстрекательстве к осуществлению террористического акта и приговорены к тюремному сроку (от пяти лет до пожизненного заключения). Якубу Мемону, младшему брату главного обвиняемого Тайгера Мемона, было предъявлено обвинение в хранении взрывчатых веществ и организации теракта и он был казнен 30 июля 2015 года в тюрьме в Нагпуре.
По состоянию на 2018 год Тайгер Мемон находится в международном розыске.

## В популярной культуре
Преступный путь Тайгера Мемона стал главной сюжетной линией в фильме Анурага Кашьяпа «Чёрная пятница», его роль сыграл болливудский актер Паван Малхотра.